# Solatriose
Solatriose ist ein Trisaccharid aus je einer Einheit D-Glucose, L-Rhamnose und D-Galactose, das als Bestandteil von Glycosiden natürlich vorkommt.

## Vorkommen
Solatriose kommt in verschiedenen Glycosiden aus Nachtschattengewächsen natürlich vor, darunter Solanin, Solasonin, Solamarin und Leptin II.

## Synthese
Eine Synthese der Solatriose ist ausgehend Benzyl-3-O-allyl-β-D-galactopyranosid möglich.